# Afroassamia laevipes
Genre
Espèce
Afroassamia laevipes, unique représentant du genre Afroassamia, est une espèce d'opilions laniatores de la famille des Assamiidae.

## Distribution
Cette espèce est endémique du Sud de l'Éthiopie. Elle se rencontre vers le lac Abaya.

## Description
La femelle holotype mesure 5 mm.

## Publication originale
- Caporiacco, 1940 : « Aracnidi raccolti nella regione dei Laghi Etiopici della Fossa Galla. » Memorie della Classe di Scienze Fisiche, Mathematiche e Naturali, vol. 11, no 18, p. 767–872.